# Phleum
Phleum, és un gènere de plantes de la família de les poàcies, també inclou totes les espècies anteriorment englobades dins els gèneres Achnodonton i Achnodon, els quals actualment en són sinònims. En total 18 espècies pertanyen a aquest gènere. Col·loquialment és conegut com a flèum i algunes de les espècies natives de Catalunya pertanyents al gènere se les coneix com a cua de rata. El nom Phleum prové de la paraula grega phleos, que és una mena de canya o herba.

## Descripció

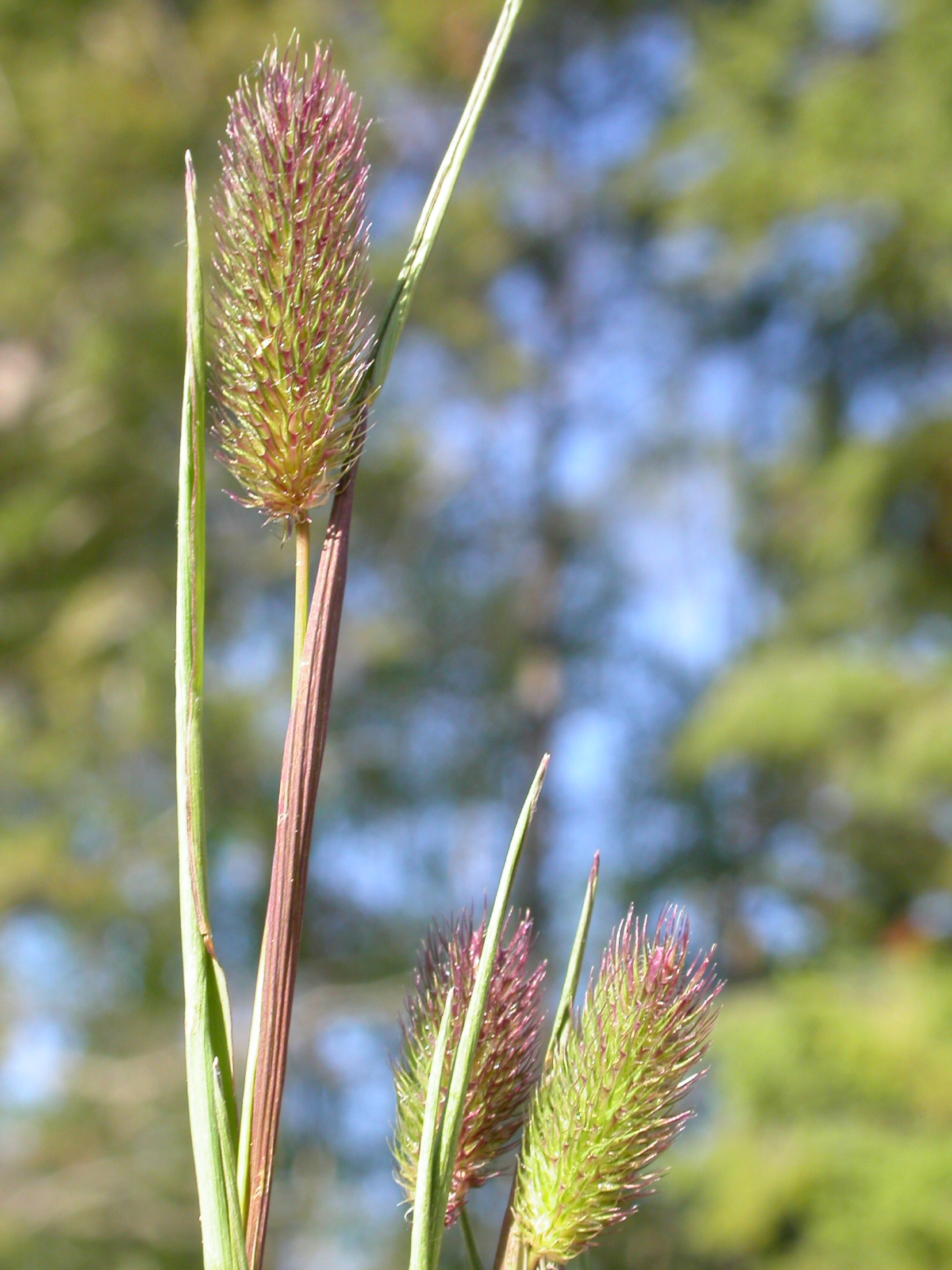
Phleum alpinum

Les espècies del gènere Phleum són plantes anuals o perennes; generalment rizomatoses, però algunes espècies poden ser estoloníferes, cespitoses o inclús decumbents. Són herbàcies de tiges de 20 fins a 150 centímetres d'alçada, buides a l'interior, amb nusos glabres. Les fulles no estan agrupades a la base, no tenen aurícules ni pseudopecíols, són estretes (1-10 mm. d'amplada) amb vaina foliar lineals de marges lliures i lígules (d'1,5 a 6 mm.). El limbe de la fulla és generalment pla, sense venació creuada. Són plantes amb inflorescències en panícula especiforme, cilíndrica, de ramificació curta i simple, a vegades adherides als eixos amb espícules densens i molt comprimides lateralment amb una sola flor articulada amb la raquilla. Glumes iguals, més llargues que la flor, trinerviades, oblongues o obovades, fortament carenades, sovint carena pectinada o ciliada. Lemma membranós, amplament oblong o ovat, lleugerament 3-7 nerviat, d'àpex truncat a subagut o mucronat. Pàlea igual o lleugerament més curta que la lemma. Fruit en forma de cariopsi, de forma el·lipsoide a ovoide.

## Distribució
Gènere d'una àmplia distribució, amb espècies presents a la zona temperada d'Euràsia i Nord-amèrica. Les espècies d'aquest gènere són comunes en ambients oberts més aviat mesòfils i algunes espècies toleren la salinitat i la presència de guix. Generalment són adventícies, ja que se n'ha modificat la seva distribució per a l'ús en l'agricultura, bàsicament per a la producció de farratge i fenc per a bestiar. Algunes espècies també es cultiven per a fer gespa. Als Països Catalans hi ha 5 espècies natives: Phleum alpinum, Phleum pratense, Phleum paniculatum i Phleum arenarium i Phleum phleoides.

## Taxonomia
| - Phleum alpinum L. - Phleum arenarium L. - Phleum bertolonii DC. - Phleum boissieri Bornm. - Phleum × brueggeri K.Richt. - Phleum crypsoides (d'Urv.) Hack. - Phleum echinatum Host - Phleum exaratum Griseb. - Phleum gibbum Boiss. - Phleum godronis Sennen | - Phleum himalaicum Mez - Phleum hirsutum Honck. - Phleum iranicum Bornm. & Gauba - Phleum montanum K.Koch - Phleum paniculatum Huds. - Phleum phleoides (L.) Karsten - Phleum pratense L. - Phleum subulatum (Savi) Asch. & Graebn. - Phleum × viniklarii Röhl. |